# Maerua
Maerua är ett släkte av kaprisväxter. Maerua ingår i familjen kaprisväxter.

## Bildgalleri

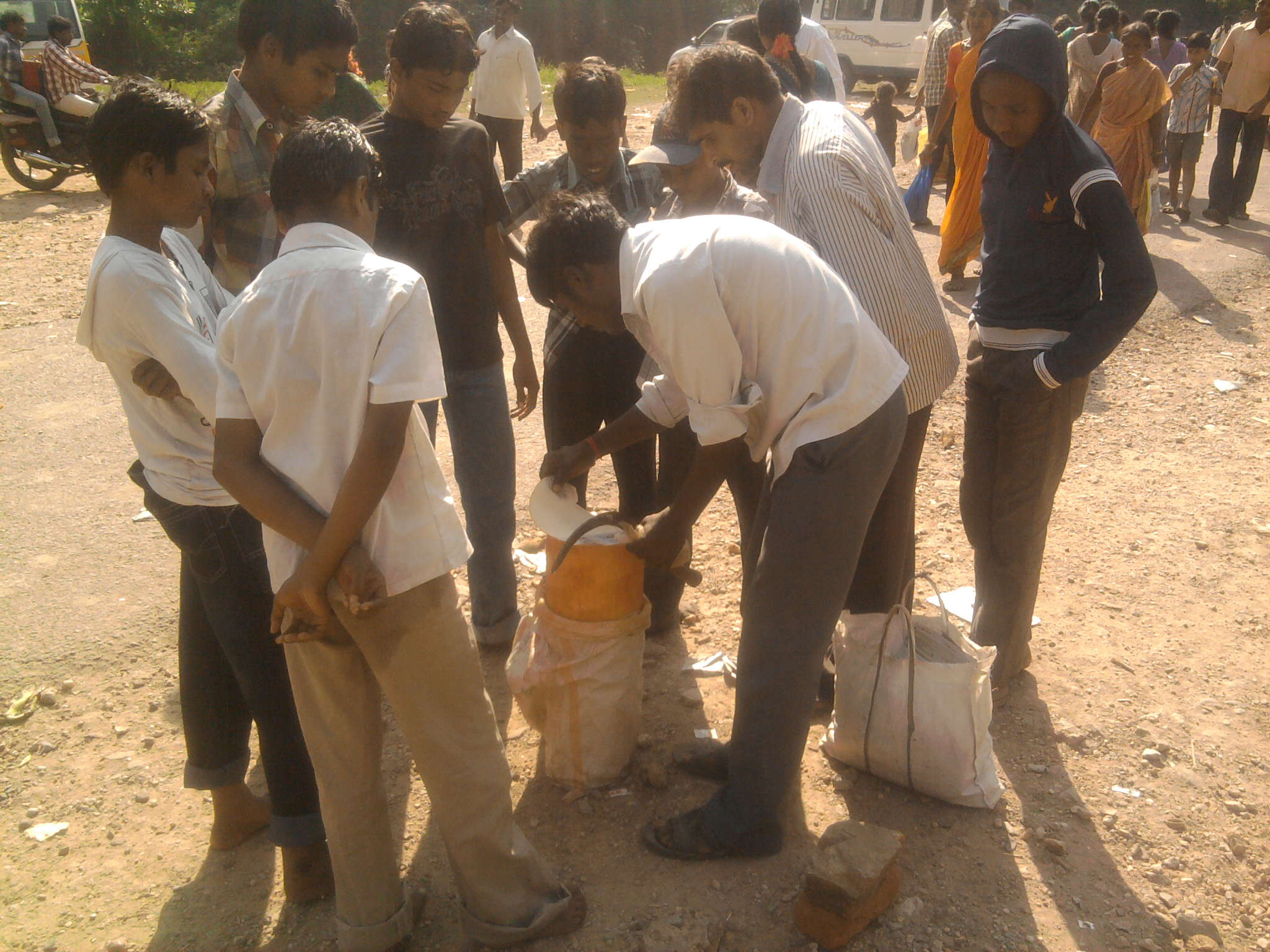
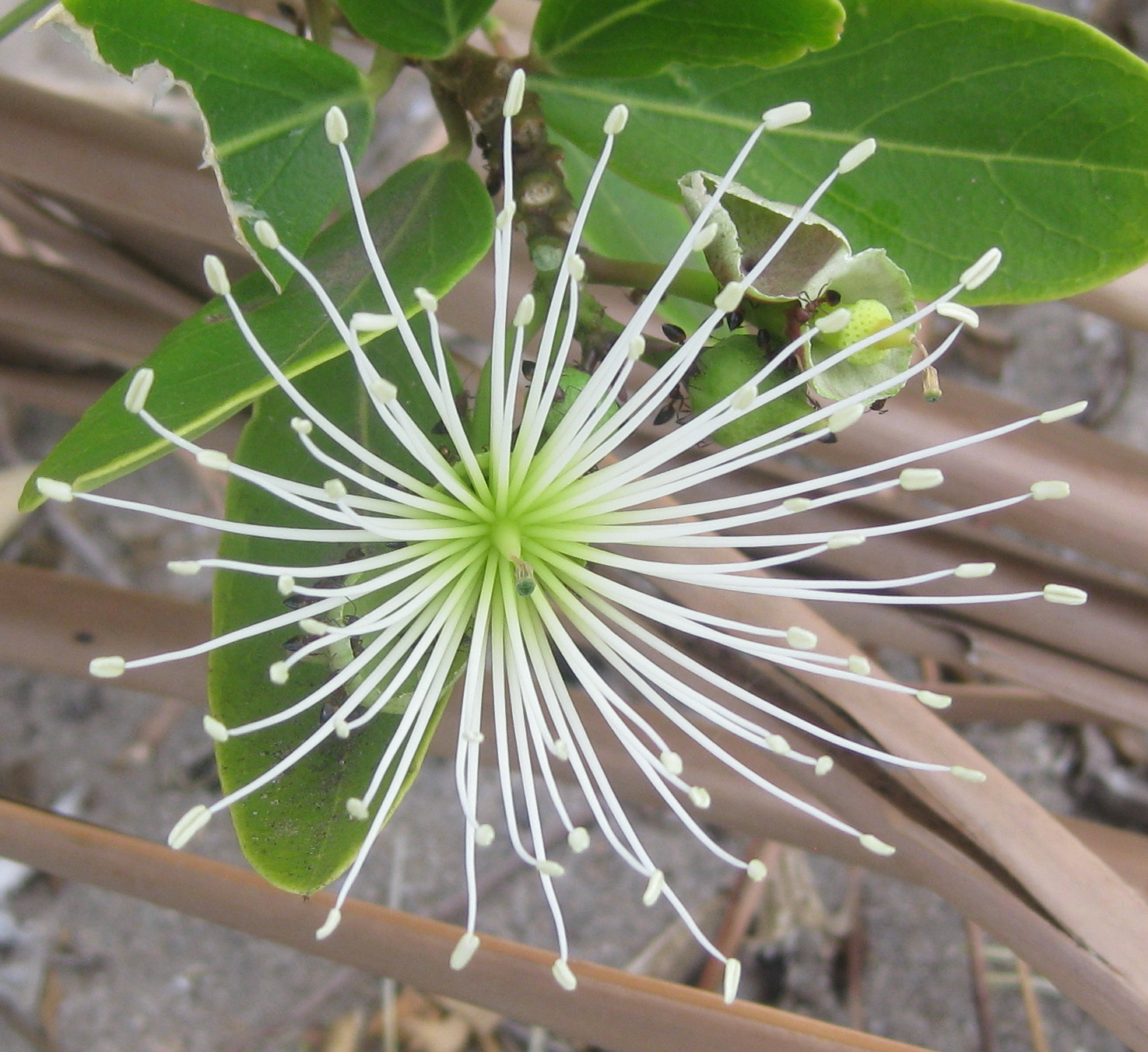

## Dottertaxa tillMaerua, i alfabetisk ordning[1]
- Maerua acuminata
- Maerua aethiopica
- Maerua andradae
- Maerua angolensis
- Maerua apetala
- Maerua baillonii
- Maerua becquetii
- Maerua boranensis
- Maerua brevipetiolata
- Maerua brunnescens
- Maerua bussei
- Maerua buxifolia
- Maerua caffra
- Maerua calantha
- Maerua candida
- Maerua caudata
- Maerua crassifolia
- Maerua cylindrocarpa
- Maerua decumbens
- Maerua denhardtiorum
- Maerua descampsii
- Maerua de-waillyi
- Maerua dolichobotrys
- Maerua duchesnei
- Maerua edulis
- Maerua elegans
- Maerua eminii
- Maerua endlichii
- Maerua erlangeriana
- Maerua filiformis
- Maerua friesii
- Maerua gilgiana
- Maerua gilgii
- Maerua gillettii
- Maerua glauca
- Maerua grantii
- Maerua holstii
- Maerua homblei
- Maerua humbertii
- Maerua intricata
- Maerua juncea
- Maerua kaessneri
- Maerua kaokoensis
- Maerua kirkii
- Maerua lanzae
- Maerua macrantha
- Maerua mungaii
- Maerua nana
- Maerua nervosa
- Maerua nuda
- Maerua oblongifolia
- Maerua paniculata
- Maerua parvifolia
- Maerua polyandra
- Maerua prittwitzii
- Maerua pseudopetalosa
- Maerua puccionii
- Maerua purpurascens
- Maerua racemulosa
- Maerua robynsii
- Maerua rosmarinoides
- Maerua salicifolia
- Maerua scandens
- Maerua schinzii
- Maerua schliebenii
- Maerua sessiliflora
- Maerua siamensis
- Maerua somalensis
- Maerua subcordata
- Maerua thomsonii
- Maerua triphylla